# Opisthograptis flavissima
Opisthograptis flavissima är en fjärilsart som beskrevs av  1908. Opisthograptis flavissima ingår i släktet Opisthograptis och familjen mätare. Inga underarter finns listade i Catalogue of Life.